# Alec B. Francis
Alec B. Francis (2 december 1867 - 6 juli 1934) was een Brits acteur.

## Biografie
Francis maakte zijn filmdebuut in 1911. In 1912 speelde hij een van de hoofdrollen in Saved from the Titanic. Francis speelde ook vaak aan de zijde van Gloria Swanson en Rudolph Valentino.
Hij overleed in 1934 op 66-jarige leeftijd.

## Filmografie (selectie)
- Saved from the Titanic (1912)
- A Woman's Way (1916)
- The Great Moment (1921)
- Beyond the Rocks (1922)
- Lucretia Lombard (1923)
- Three Wise Fools (1923)
- The Coast of Folly (1925)
- The Circle (1925)
- Tramp, Tramp, Tramp (1926)
- Mata Hari (1931)
- Arrowsmith (1932)